# Poinae
Poinae je podtribus iz porodice trava, dio tribusa Poeae, potporodica Pooideae. Tipični rod je vlasnjača ili Poa, koja je svoje ime dala i cijeloj porodici.
Na popisu cijelog podtribusa je 570 vrsta, od kojih samo jedna vrsta pripada monotipičnom rodu Oreopoa, endemu iz Turske.

## Rodovi
1. Poa L. (569 spp.)
2. Oreopoa H. Scholz & Parolly (1 sp.)